# Augustyn Kordecki
Augustyn Kordecki (16 novembre 1603 - 20 mars 1673) est le prieur du sanctuaire marial polonais de Jasna Góra, à Częstochowa, qu'il a défendu contre les armées suédoises luthériennes en novembre-décembre 1655, lors du « déluge » qui marqua un coup d'arrêt à l'invasion de la Pologne.

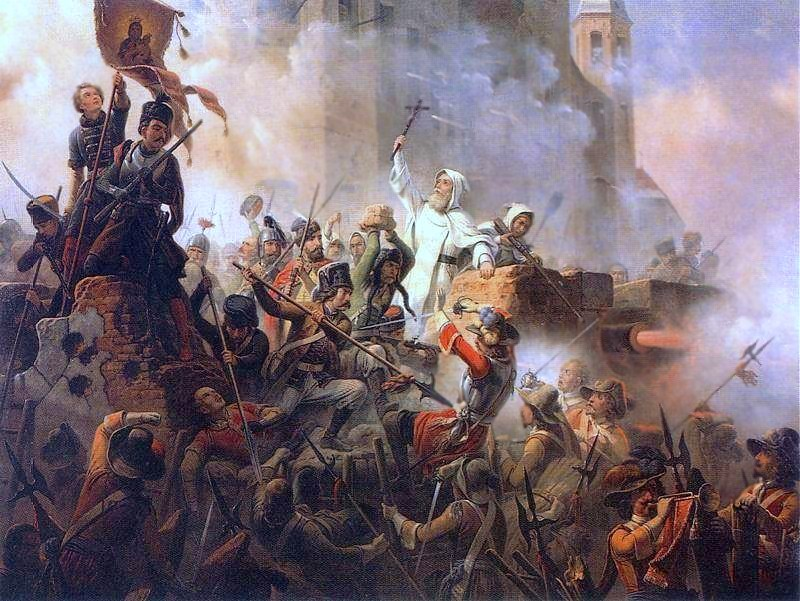
La défense de Jasna Góra, par Janvier Suchodolski (XIXe siècle).